# Acácio Rodrigues Alves
Acácio Rodrigues Alves (* 9. April 1925 in Garanhuns, Pernambuco; † 24. August 2010 in Recife, Pernambuco) war ein brasilianischer Geistlicher und römisch-katholischer Bischof von Palmares.

## Leben
Acácio Rodrigues Alves besuchte von 1936 bis 1941 die Diözesanschule in Garanhuns und trat am 9. April 1942 in das Priesterseminar in Olinda ein, wo er Philosophie studierte. 1945 wechselte er an die Päpstliche Universität Gregoriana in Rom und beendete 1951 sein Theologiestudium. Am  Colégio Pio Brasileiro studierte er von 1949 bis 1951 Kanonisches Recht und erwarb in diesem Fach das Lizenziat. Er empfing am 12. März 1949 in Rom die Priesterweihe. Rodrigues Alves war Vikar in der Pfarrei St. Therese in Garanhuns, später Spiritual  des Seminars von Garanhuns sowie Rektor des Kleinen Seminars St. Joseph in Garanhuns.
Papst Johannes XXIII. ernannte ihn 1962 zum ersten Bischof des neugegründeten Bistums Palmares im brasilianischen Bundesstaat Pernambuco. Die Bischofsweihe spendete ihm José Adelino Dantas, Bischof von Garanhuns, am 16. September 1962 in Garanhuns; Mitkonsekratoren waren der Bischof von Sobral, João José da Mota e Albuquerque, und Serafím Fernandes de Araújo, Weihbischof in Belo Horizonte.
Rodrigues Alves war Konzilsvater und Teilnehmer aller vier Sitzungsperioden des Zweiten Vatikanischen Konzils von 1962 bis 1965. Er war Präsident der Sociedade Brasileira de Canonistas (SBC).
Seinem altersbedingten Rücktrittsgesuch wurde 2000 durch Papst Johannes Paul II. stattgegeben.